# Patent
Patent je isprava kojom se zaštićuje isključivo pravo iskorištavanja nekog izuma. Izum koji ima sve karakteristike patentibilnosti prolazi kroz proces prijave i priznanja patenta, te dobiva patentnu zaštitu. Patent osigurava vlasniku isključivo pravo na izradu, korištenje, stavljanje u promet ili prodaju izuma zaštićenog patentom. 
Patent predstavlja vlasništvo čiju uporabu vlasnik može dopustiti drugim osobama na određeno vrijeme davanjem licencije, ili ga u potpunosti prenijeti na druge osobe. Drugim riječima, patentni sustav predstavlja neku vrstu razmjene u kojoj izumitelj pristaje otkriti društvu pojedinosti svog izuma na korist čitavog društva i u svrhu tehnološkog i gospodarskog razvitka i napretka, a u zamjenu za pravo isključivog raspolaganja tijekom određenog razdoblja.

## Povijest i razvoj patenta
Najstariji oblici zaštite patenata datiraju još u vrijeme grčkih gradova-država. Događali su se slučajevi u kojima bi osoba zaslužna za otkriće recepta za jelo dobivala osigurano ekskluzivno pravo na iskorištavanja tog recepta godinu dana, a slično se postupalo i u nekim gradovima antičkog Rima. Isto tako, i židovski Talmud u otprilike isto vrijeme osuđuje nešto zvano "Gnevat ha daat" ili krađa ideja. Patent kao isprava biva izdan po prvi put u Veneciji 1474. 
U Engleskoj je propis znan pod nazivom Statute of Monopolies iz 1623. godine bio je prvi propis koji je regulirao zaštitu izumitelja. Do donošenja ovog propisa, engleska bi kruna odluku o zaštiti pojedinih dobara donosila od slučaja do slučaja upotrebljavajući posebna "patentna pisma". Patentna pisma sadržavala su kraljev nalog da se nosiocu omogući držanje monopola na tržišnu eksploataciju određenog izuma, odnosno u širem smislu svake vrste robe. Prvo takvo dao je kralj Henrik VI. 1449. godine jednom flamanskom obrtniku – staklaru. U godinama koje su uslijedile ovakva vrsta zaštite često je zloupotrebljavana. Patentna pisma dobivale su samo osobe od kraljevog povjerenja, kao i one koje su bile spremne platiti.
Statute of monopolies je bio prvi patentni zakon u povijesti i određivao je uvjete pod kojima su se mogli izdavati patenti za nove izume. Uz kasnije dorade i izmjene Statute of Monopolies bio je u upotrebi sve do kraja 20. stoljeća kao dio britanskog common law sustava, a izvršio je i velik utjecaj na druga srodna zakonodavstva, pogotovo ona u okviru Commonwealtha. Prvi patent dodijeljen u SAD-u datira još iz 1790-te godine. Nova američka federacija vrlo je rano oformila Patentnu komisiju. Kasnije je tu komisiju zamijenio današnji Patentni ured, odnosno United States Patent Office ili USPTO.
Hrvatska je imala uspostavljen sustav zaštite intelektualnog vlasništva još u vrijeme Austro-Ugarske Monarhije. Tako je na području Dalmacije i Istre još 1853. godine na snagu stupio carski patent o zaštiti književnog i umjetničkog vlasništva, a na području kontinentalne Hrvatske vrijedio je ugarsko-hrvatski Zakon o autorskom pravu iz 1884. godine. Samostalna zaštita intelektualnog vlasništva trebala je pričekati nastanak samostalne Hrvatske, pa je današnji Državni zavod za intelektualno vlasništvo osnovan 31. prosinca 1991. Zavod je najprije djelovao pod imenom Republički zavod za industrijsko vlasništvo, zatim kao Državni zavod za patente, a od 1996. godine u nadležnost Zavoda ulaze i autorsko pravo i srodna prava. Nakon ovog objedinjavanja nadležnosti nad čitavim poljem industrijskog vlasništva Zavod dobiva današnje ime.

## Prijava patenta

### Postupak za priznanje patenta u Republici Hrvatskoj
Postupak za priznanje patenta sastoji se od nekoliko faza u kojima se ispituju pojedini elementi prijave patenta. Postupak započinje podnošenjem prijave, a nakon postupka njezinog formalnog ispitivanja slijedi objava prijave u službenom glasilu Državnog zavoda za intelektualno vlasništvo. Objavljena prijava patenta postaje dostupna javnosti, čime ulazi u stanje tehnike, a svaka zainteresirana osoba ima pravo uvida u tekst prijave. Nakon objave prijave postupak se nastavlja samo pod uvjetom da podnositelj podnese jedan od zahtjeva za ispitivanje uvjeta za priznanje patenta. Ako u propisanom roku ne bude podnesen jedan od navedenih zahtjeva, i uplaćena odgovarajuća pristojba i naknada troškova postupka, prijava patenta smatrat će se povučenom, a Državni zavod za intelektualno vlasništvo će obustaviti postupak za priznanje patenta. 
Nakon podnošenja jednog od navedenih zahtjeva za ispitivanje, Zavod provodi odgovarajući daljnji postupak ispitivanja sadržaja patentne prijave. Postupak može rezultirati ili priznavanjem patenta za predloženi izum, ako su zadovoljeni propisani uvjeti, odnosno odbijanjem zahtjeva za priznanje patenta, ako ti uvjeti nisu zadovoljeni. Važno je napomenuti da prije donošenja konačne odluke o odbijanju zahtjeva za priznanje patenta prijavitelj ima priliku eventualnim izmjenama patentnih zahtjeva ili podnošenjem dodatnih argumenata ishoditi povoljan rezultat postupka.

### Međunarodna prijava patenta
Međunarodna prijava patenta može se izvršiti na dva načina: prijavom patenta Međunarodnom uredu u Ženevi (a prijava se isto tako može izvršiti i na Odsjeku za međunarodne prijave pri DZIV-u), ili prijavom patenta kod Europskog zavoda za patente. Od 1998. godine zaštita izuma u inozemstvu znatno je jednostavnija jer je od tada Republika Hrvatska postala članica Ugovora o suradnji na području patenata - Patent Cooperation Treaty (PCT). Naime, taj Ugovor omogućuje da se u roku od 12 mjeseci od datuma podnošenja prve prijave u Republici Hrvatskoj može podnijeti međunarodna prijava patenta, kojom se istovremeno započinje postupak zaštite izuma patentom u odabranom broju država, uz razumne početne troškove. 
Europski zavod za patente nije ustanova Europske unije, već je institucionalno i financijski neovisna organizacija te se namiruje od pristojbi koje plaća svatko tko ispuni zahtjev za novi patent. Osigurava patentno pravo u 37 europskih zemalja. Cilj Europskog zavoda za patente jest podupirati inovaciju, konkurentnost i ekonomski napredak za dobro svih stanovnika Europe.